# ハルキ文庫
ハルキ文庫（ハルキぶんこ、Haruki Bunko）は、株式会社角川春樹事務所が発行している文庫レーベル。本項では、ハルキ・ホラー文庫についても述べる。

## 概要
1997年に創刊される。創刊のきっかけは、『三国志』シリーズを角川春樹事務所で書き下ろし刊行していた小説家の北方謙三が、「文庫を角川春樹事務所で出せないなら他の出版社へ持っていく」と述べたこととされる。時代小説文庫シリーズ、280円文庫シリーズ、グルメ文庫シリーズ、いのちの言葉文庫シリーズ、ヌーベルSFシリーズ、詩集・童話集シリーズなど、様々なジャンルのシリーズを展開している。表紙イラストレーションは門坂流による。
2007年、森村誠一『地果て海尽きるまで 小説チンギス汗』が『蒼き狼 地果て海尽きるまで』のタイトルで映画化されている。2014年、角田光代『紙の月』は原田知世主演でテレビドラマ化、宮沢りえ主演で映画化されている。時代小説文庫シリーズの北方謙三『三国志』は累計550万部を突破している。同シリーズの高田郁『みをつくし料理帖』シリーズは、累計260万部を突破している。280円文庫シリーズは、著作権の切れた日本文学の名作を安く売り出したもの。社長の角川春樹の「安いといろいろな人が手に取ってくれて、本好きが増える」との考えから安価な定価が設定された。小学校高学年程度でも読めるように、振り仮名が多く付けられている。

## ハルキ・ホラー文庫
ハルキ・ホラー文庫（ハルキ・ホラーぶんこ、Haruki Horror Bunko）は、株式会社角川春樹事務所が発行している文庫レーベル。2000年に創刊される。創刊ラインナップは全21点で、すべて書き下ろし。2005年、マルチメディアコンテンツの新企画「ハルキWebシネマ」の第1弾として、平山夢明『東京伝説 呪われた街の怖い話』『つきあってはいけない』が映像化された。